# Vento freddo
Vento freddo è un singolo del rapper italiano Neffa, il primo estratto dal secondo album in studio 107 elementi e pubblicato nel 1998.

## La canzone
Il brano ha visto la partecipazione vocale di Al Castellana e parla dei sentimenti provati dopo la perdita di un amico, con cui si sono condivisi i momenti migliori e peggiori della vita. Nel testo Neffa cita anche Sfida il buio, canzone di Speaker Dee Mo' del 1992.

## Videoclip
Il videoclip del brano, diretto dal regista Claudio Sinatti, è girato completamente in bianco e nero, ed è ambientato in un bar nella zona dei Navigli a Milano. Oltre alle scene del bar, se ne alternano altre in cui Neffa rappa il testo seduto davanti ad un tavolo in una stanza buia, illuminata solo da una lampada. La versione della canzone utilizzata nel video è quella remixata da Deda, accreditato come Chico MD.

## Tracce
Testi e musiche di Giovanni Pellino.
1. Vento freddo (featuring Al Castellana) (Remix) – 4:07
2. Vento freddo (featuring Al Castellana) (Album Version) – 3:38